# Fysisk geografi
Fysisk geografi är en sammanfattande benämning på de vetenskaper inom naturgeografin som behandlar jorden (berggrund, mark, terrängformer, vatten och klimat), dess miljö och globala förändringar. Den fysiska geografin beskriver vilka processer som styr och hur dessa processer påverkar landskapsutvecklingen.